# قائمة إصدارات الطوابع في أوكرانيا لسنة 1994
هذه قائمة الطوابع البريدية التي أصدرها
البريد الأوكراني للتداول في عام 1994.
أصدر البريد الأوكراني 22 طابعًا تضمنت 8 طوابع قياسية من الإصدار الثالث (بفهرس حروف بدلًا من الفئات) و14 طابعًا تذكاريًا مُخصصة لذكرى شخصيات ثقافية بارزة، وذكرى تواريخ مهمة، ومعالم معمارية، وسلسلة الكتاب الأحمر لأوكرانيا، وفعاليات أخرى، وغيرها. دمج طابعان تذكاريان في سلسلة "الكتاب الأحمر لأوكرانيا: النباتات"، بالإضافة إلى مجموعة "الذكرى الخمسين لتحرير أراضي بيلاروسيا وروسيا وأوكرانيا من الغزاة الألمان الفاشيين" - ثلاثة طوابع مع قسيمة.
طرحت طوابع بريدية للتداول بقيمة:
- 150+20 كاربوفانيتس
- 200 كاربوفانيتس
- 500 كاربوفانيتس
- 4000 كاربوفانيتس
- 5000 كاربوفانيتس
- 10000 كاربوفانيتس
- 25000 كاربوفانيتس

وكذلك من فئة الأحرف:
- «А»
- «Б»
- «В»
- «Г»
- «Д»
- «Е»
- «Є»
- «Ж»

في عام 1994، عندما أصدرت أوكرانيا طوابعها البريدية التي تحمل قيمًا على شكل حروف من الأبجدية الأوكرانية، كان هذا يشير إلى نظام مؤقت للقيمة بسبب التضخم المفرط الذي كانت تعاني منه البلاد في أوائل التسعينيات بعد انهيار الاتحاد السوفيتي. فعوضا عن الأرقام التي تحدد قيمة الطابع برقم معين (مثل 10 أو 50 كوبيك)، فقد استعملت حروف أوكرانية، وهذا بسبب أن القيم متغيرة وأن هذه الحروف لم تكن تمثل قيمة ثابتة بالمعنى التقليدي. بدلاً من ذلك، كانت تمثل فئة سعرية أو تعرفة بريدية محددة في ذلك الوقت.
وهكذا فقد كان يصدر تعديل دوري نظرًا للتضخم السريع، وقد كانت قيمة هذه الفئات السعرية التي تمثلها الحروف تتغير دوريا (أسبوعيًا في بعض الأحيان) لمواكبة تقلبات سعر الصرف مقابل الدولار الأمريكي وتكاليف البريد المتزايدة. كذلك كان استخدام الحروف أسهل وأسرع من إعادة طباعة طوابع جديدة بأرقام مختلفة كل فترة قصيرة، وكان يعلن عن قيمة كل حرف بالعملة المحلية (الكاربوفانيتس الأوكراني آنذاك) دوريا. مثلا قد يمثل الطابع الذي يحمل الحرف "А" قيمة معينة للرسائل المحلية العادية، بينما يمثل الطابع الذي يحمل الحرف "Б" قيمة أعلى للرسائل المسجلة أو المرسلة إلى وجهات أبعد.
استمر استخدام هذا النظام حتى استقر الوضع الاقتصادي وأدخلت العملة الوطنية الجديدة [الإنجليزية]
، (الهريفنيا الأوكرانية) (₴)، في عام 1996. بعد ذلك، بدأت الطوابع تحمل قيمًا رقمية ثابتة بالهريفنيا والكوبيك (الوحدة الأصغر للهريفنيا).
لذلك، فإن الحروف الأوكرانية على طوابع عام 1994 لم تكن مجرد رموز عشوائية، بل كانت نظامًا عمليًا مؤقتًا لتحديد قيمة الطوابع في ظل الظروف الاقتصادية الصعبة التي مرت بها أوكرانيا في تلك الفترة.
طبعت الطوابع ذات التسلسلات 51-57 و59 في دار الطباعة "ديرزناك" في موسكو (روسيا)، بينما طبعت الطوابع ذاتم 58، K8H، Л8Г، 60-63، و66-72 في مؤسسة "دار الطباعة الأوكراني" الحكومية (كييف)، وطبع الطابعان اللذان يحملان الرقمين 64 و65 بواسطة شركة الأوراق النقدية الكندية في دار طباعة شركة الأوراق النقدية الكندية.
فرزت الطوابع حسب التاريخ الإصدار أو التداول.

## قائمة الطوابع التذكارية
| التسلسل في الكتالوج | الصورة | الوصف والمصادر | القيمة                 | تاريخ طرحها للتداول | كمية الإصدار | المصمم              |
| ------------------- | ------ | --- | ---------------------- | ------------------- | ------------ | ------------------- |
| رقم 51              |        | أغابيتوس من كهوف كييف [الإنجليزية] — طبيب سلافي قديم | 200 كاربوفانيتس.       | 15 يناير 1994 م     | 1000000      | سيرجي بيلياييف      |
| رقم 52              |        | مؤسسة الخيرية والصحة في أوكرانيا. إصدار بريدي خيري | 150 + 20 كاربوفانيتس.  | 15 يناير 1994 م     | 1000000      | سيرجي بيلياييف      |
| رقم 53              |        | الكتاب الأحمر لأوكرانيا: النباتات: بنفسج نابي Erythronium dens-canis L. | 200 كاربوفانيتس.       | 19 فبراير 1994 م    | 1000000      | سيرجي بيلياييف      |
| رقم 54              |        | الكتاب الأحمر لأوكرانيا: النباتات: خف السيدة الأصفر Cypripedium calceolus L. | 200 كاربوفانيتس.       | 19 فبراير 1994 م    | 1000000      | سيرجي بيلياييف      |
| بلوك رقم 63         |        | مجموعة ورقة يوم الاستقلال | 5000 كاربوفانيتس.      | 3 سبتمبر 1994 م     | 200000       | ف. دفورنيك          |
| رقم 64              |        | معلم معماري من القرن التاسع عشر. جامعة تاراس شفتشينكو الوطنية في كييف | 10000 كاربوفانيتس.     | 24 سبتمبر 1994 م    | 1200000      | سيرجي بيلياييف      |
| Блок رقم 65         |        | مجموعة ورقة معلم معماري من القرن التاسع عشر. جامعة تاراس شفتشينكو الوطنية في كييف | 25000 كاربوفانيتس.     | 24 سبتمبر 1994 م    | 300000       | سيرجي بيلياييف      |
| رقم 66-68           |        | طوابع بريدية لمناسبة «الذكرى الخمسين لتحرير أراضي بيلاروسيا وروسيا وأوكرانيا من الغزاة الألمان الفاشيين», ثلاثة طوابع مع قسيمة: - الذكرى الخمسون لتحرير أراضي روسيا - الذكرى الخمسون لتحرير أراضي أوكرانيا - الذكرى الخمسون لتحرير أراضي روسيا البيضاء | 500 + 500 كاربوفانيتس. | 8 أكتوبر 1994 م     | 1108000      | غ. كومليف [الروسية] |
| رقم 69              |        | مرور قرن على اكتشاف فيكينتي خفويكا [الإنجليزية] لحضارة تريبيليان (الألفية الخامسة إلى الثالثة قبل الميلاد) | 4000 كاربوفانيتس.      | 17 ديسمبر 1994 م    | 1000000      | إيفاخنينكو          |
| رقم 70              |        | الذكرى السنوية الخمسمائة للكلمة المطبوعة الأوكرانية («أوكتويكوس [الإنجليزية] » «وثلاثية الزهور [الإنجليزية] » «وكتاب المواقيت» سنة 1491 وكذلك «ثلاثية الصوم الكبير [الإنجليزية] » شفايبولت فيول [الإنجليزية] )                                         | 4000 كاربوفانيتس.      | 17 ديسمبر 1994 م    | 1000000      | ف. دفورنيك          |
| رقم 71              |        | الذكرى المائتان «لحديقة سوفيفكا» التابعة للأكاديمية الوطنية للعلوم في أوكرانيا (المهندس المعماري لودفيغ ميتزل [الأوكرانية] ) في مدينة أومان، مقاطعة تشيركاسي.                                                                                          | 5000 كاربوفانيتس.      | 17 ديسمبر 1994 م    | 500000       | ف. دفورنيك          |
| رقم 72              |        | الذكرى المائة والخمسون لميلاد الفنان المتميز إيليا ريبين (1844—1930) | 4000 كاربوفانيتس.      | 17 ديسمبر 1994 م    | 1000000      | إيفاخنينكو          |

## الإصدار الثالث من الطوابع القياسية (الدائمة)
| التسلسل في الكتالوج | الصورة | الوصف والمصادر                                                                                         | القيمة | تاريخ طرحها للتداول | كمية الإصدار | المصمم |
| ------------------- | ------ | --- | ------ | ------------------- | ------------ | ------ |
| رقم 55              |        | موضوع إثنوغرافي "أوكرانيا القديمة": راعٍ مع قطيع من الأغنام في جنوب أوكرانيا — في تاوريسا.              | А      | 28 مايو 1994 م      | كمية كبيرة   | لوغفين |
| رقم 56              |        | موضوع إثنوغرافي "أوكرانيا القديمة": قافلة سلوبودية [الإنجليزية] تشوماكية في الطريق من شبه جزيرة القرم. | В      | 28 مايو 1994 م      | كمية كبيرة   | لوغفين |
| رقم 57              |        | موضوع إثنوغرافي "أوكرانيا القديمة": حاصدون في مقاطعة تشيركاسي.                                         | Б      | 2 يوليو 1994 م      | كمية كبيرة   | لوغفين |
| رقم 59              |        | موضوع إثنوغرافي "أوكرانيا القديمة": جزازات العشب في شمال بوكوفينا.                                     | Г      | 2 يوليو 1994 م      | كمية كبيرة   | لوغفين |
| رقم 58              |        | موضوع إثنوغرافي "أوكرانيا القديمة": الفلاحون. زراعة الأرض في بودوليا - الحراثة.                        | Д      | 15 أكتوبر 1994 م    | كمية كبيرة   | لوغفين |
| رقم K8H             |        | موضوع إثنوغرافي "أوكرانيا القديمة": الفلاحون. زراعة الأرض في بودوليا - الحراثة.                        | Д      | 15 أكتوبر 1994 م    | كمية كبيرة   | لوغفين |
| رقم Л8Г             |        | موضوع إثنوغرافي "أوكرانيا القديمة": الفلاحون. زراعة الأرض في بودوليا - الحراثة.                        | Д      | 15 أكتوبر 1994 م    | كمية كبيرة   | لوغفين |
| رقم 61              |        | موضوع إثنوغرافي "أوكرانيا القديمة": صياد على متن قارب صغير يصطاد سمك السلور على نهر الدنيبر.           | Ж      | 15 أكتوبر 1994 م    | كمية كبيرة   | لوغفين |
| رقم 60              |        | موضوع إثنوغرافي "أوكرانيا القديمة": مربي النحل من منطقة دنيبر الوسطى [الإنجليزية] .                    | Е      | 12 نوفمبر 1994 م    | كمية كبيرة   | لوغفين |
| رقم 62              |        | موضوع إثنوغرافي "أوكرانيا القديمة": صانع فخار من كانيف أثناء عمله على عجلة الفخار التي تعمل بالقدم.    | Є      | 12 نوفمبر 1994 م    | كمية كبيرة   | لوغفين |

## وصلات خارجية
- Каталог продукції Укрпошти نسخة محفوظة 12 مايو 2015 على موقع واي باك مشين. (بالأوكرانية)
- Nestor Publishers | Ukraine : 1994 نسخة محفوظة 4 يوليو 2015 at Archive.is (بالإنجليزية)